# 內弗辛克 (紐約州)
內弗辛克（英語：Neversink）是一個位於美國紐約州沙利文縣的鎮。

## 人口
根據2020年美國人口普查的數據，內弗辛克的面積為223.42平方千米，當中陸地面積為214.38平方千米，而水域面積為9.04平方千米。當地共有人口3366人，而人口密度為每平方千米15人。